# XA-38灰熊攻擊機
XA-38灰熊攻擊機（英語：Grizzly)是一款由比奇飛機公司於二戰時期研製的對地攻擊機。雖然第一架原型機於1944年5月7日首飛，但測試表明該型號的進度（製造、編隊、訓練等），無法跟上入侵日本的計畫。並且，其同款發動機還裝配在B-29超級堡壘轟炸機上，而B-29具有該發動機的優先使用權。因此，在第二架原型機完成後，XA-38的研發計劃就被終止。

## 發展
1942年12月，美國陸軍航空軍授予比奇一份製造兩架攻擊機原型機的合同，名為Model 28 Destroyer。 最初，Model 28原本設計成為爆擊驅逐機，但後來則更改成對地攻擊機，以取代A-20浩劫攻擊機。該機能夠攻擊坦克和地堡等硬目標，並攻擊沿海航運。
1944年5月7日，比奇的試飛員Vern Carstens在公司位於威奇托的機場駕駛XA-38進行首次飛行。事實證明，這架飛機在各方面都令人滿意，並且在某些方面（包括最高速度）優於預期。
在測試過程中，XA-38原由美國陸軍航空軍飛行員駕駛並由軍事人員進行維修，證明其可靠性並建立良好的適用性。
雖然該機在各方面都具有優異的評價，然而在1944年時，B-29具有發動機的優先使用權，因而該機種只能被迫取消。最終，兩架原型機中一架被報廢，而另一架則展示於美國空軍國家博物館。

## 流行文化

### 電子遊戲
- 戰爭雷霆
- 應徵入伍

## 外部連結
- USAF Museum: XA-38 Grizzly